# وثيقة فيينا
إن وثيقة فيينا هي اتفاق بين الدول المشاركة في منظمة الأمن والتعاون في أوروبا لتنفيذ تدابير بناء الثقة والأمن. وتشمل شروطها التبادل السنوي للمعلومات العسكرية بشأن القوات الموجودة في أوروبا (كما هو موضح من المحيط الأطلنطي إلى جبال أورال)، وتشمل إخطارات الحد من المخاطر التشاور حول الأنشطة العسكرية غير العادية والحوادث الخطرة والإخطار المسبقة لأنشطة عسكرية معينة ومراقبة أنشطة عسكرية معينة وتبادل التقويمات السنوية والامتثال والتحقق من قبل التفتيش وزيارات التقييم. ويختلف هذا التبادل عن التبادل العالمي للمعلومات العسكرية في أنه يقتصر على القوات في أوروبا، بينما ينطبق التبادل العالمي للمعلومات العسكرية على جميع قوات الدول المشاركة، أينما وُجدت. ويجري التبادل السنوي للمعلومات بالتزامن مع، التبادل السنوي للمعلومات بموجب معاهدة القوات التقليدية في أوروبا في فيينا، النمسا، في شهر ديسمبر من كل عام. وتتم مراجعة وثيقة فيينا دوريًا، والنسخة الحالية المعمول بها هي إصدار 2011.